# St. Johannes und Paulus (Mauerkirchen)

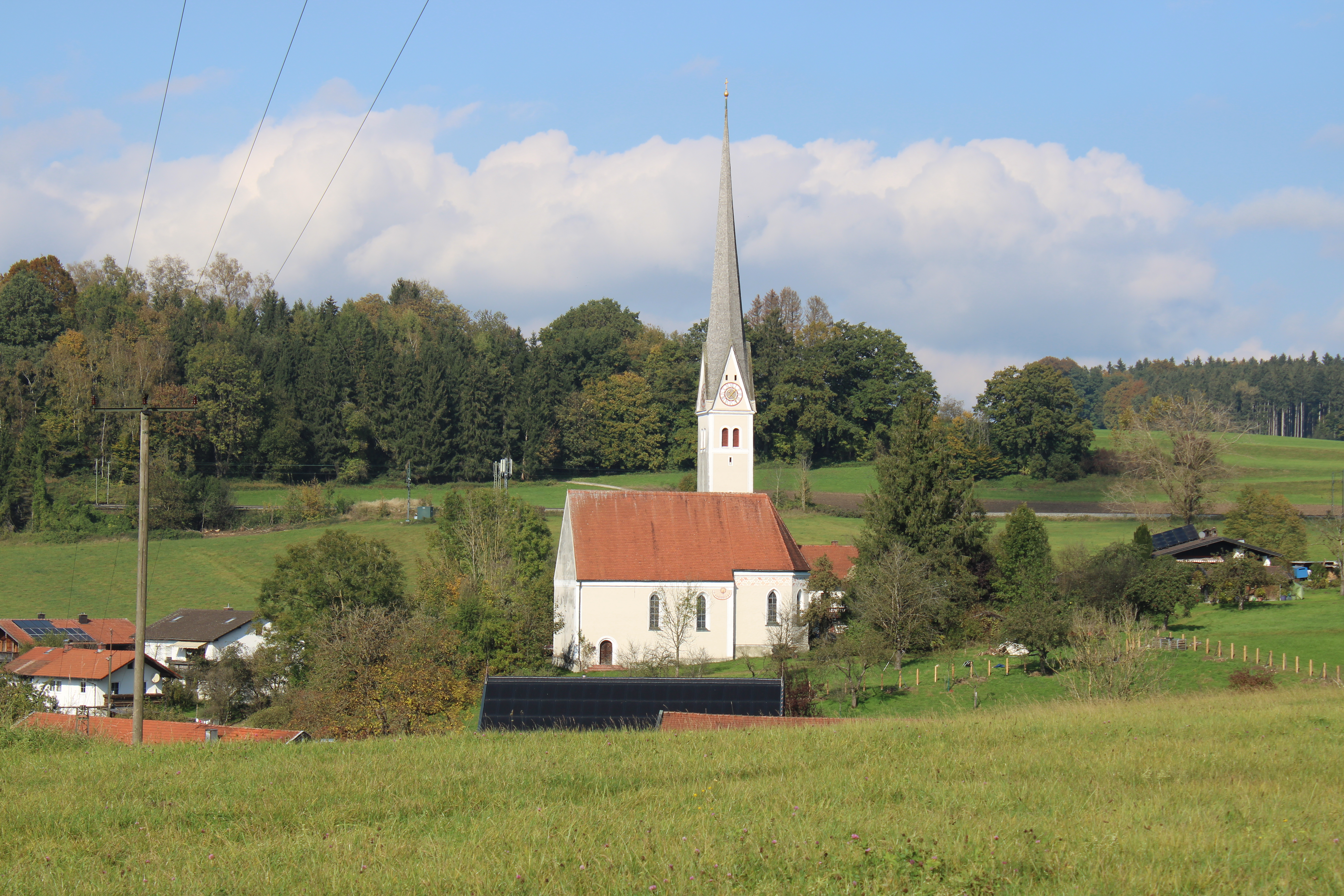
St. Johannes und Paulus in Mauerkirchen

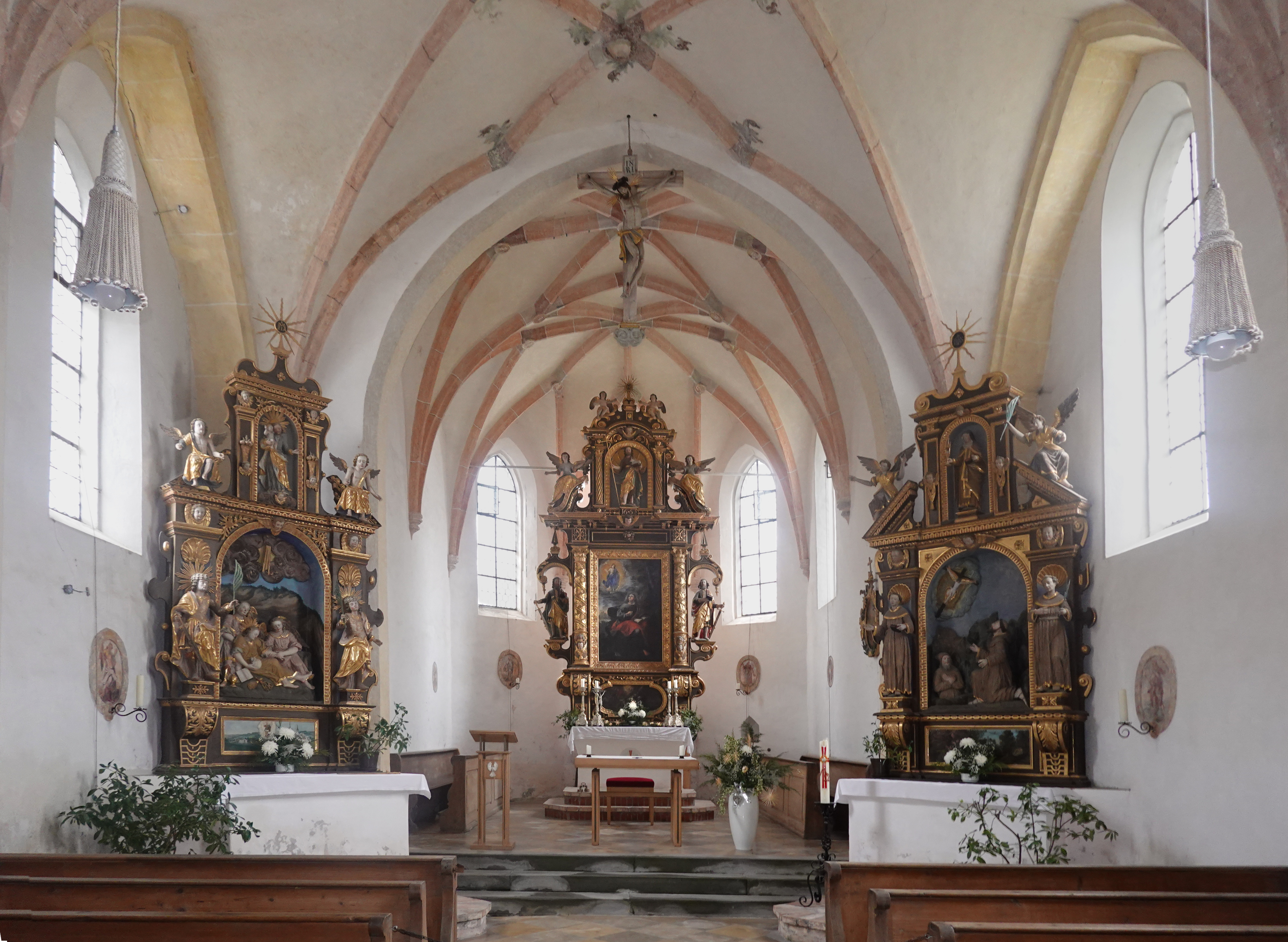
Innenansicht

Die römisch-katholische Filialkirche St. Johannes und Paulus steht in Mauerkirchen, einem Gemeindeteil des Marktes Bad Endorf im oberbayerischen Landkreis Rosenheim. Das Bauwerk ist in der Liste der Baudenkmäler in Bad Endorf unter der Nr. D-1-87-128-44 eingetragen. Die Kirche gehört zum Dekanat Rosenheim im Erzbistum München und Freising.

## Beschreibung
St. Johannes und Paulus ist eine 1496 geweihte gotische Saalkirche. An ihr 1466 vollendetes Langhaus zu drei Jochen schließt sich im Osten der eingezogene, dreiseitig geschlossene Chor an, an dessen Nordwand der Chorflankenturm steht. Beim Bau der Kirche wurden Teile eines romanischen Vorgängergebäudes verwendet, worauf der Fund eines römischen Votivsteins und Mauerreste an der nördlichen Langhausmauer hindeuteten. Im Jahr 1721 wurde der Turm um ein Geschoss aufgestockt, in dem der Glockenstuhl steht. Zwischen den Giebeln mit den Zifferblättern der Turmuhr erhebt sich ein spitzer Helm.
Das Langhaus hat im Innern ein Netzgewölbe, das Erdgeschosses des Turms, in dem die Sakristei untergebracht ist, ein Kreuzrippengewölbe. 
Der Hochaltar wurde 1663 aufgestellt. Er wird von den Skulpturen der Wetterheiligen Johannes und Paulus flankiert. Thema des zentralen Altarbildes ist die Vision des Evangelisten Johannes auf der Insel Patmos. Darunter in der Predella ist die Bekehrung des Paulus dargestellt. Im Altarauszug steht eine Statue Johannes des Täufers. Im rechten Seitenaltar aus dem Jahr 1625 ist die Stigmatisation des heiligen Franziskus dargestellt, darüber im Auszug die heilige Klara. Der rechte, aus dem Jahr 1725 stammende Seitenaltar zeigt in einer Skulpturengruppe den Tod der heiligen Magdalena und im Auszug den heiligen Josef.